# M90
M90 (NGC 4569) e спирална галактика от галактичния свръхкуп в Дева. Открита е от Шарл Месие през 1781.
Галактиката се намира на 58.7 млн. св.г., ъгловите ̀и размери са 6′.5 × 5′.8, а видимата ̀и звездна величина е +10.2.

## Звездообразуване
Понеже М90 се намира в галактичния свръхкуп в Дева, междузвездното ̀и вещество е издърпано в междугалактичната среда от приливното действие на другите галактики. Като следствие от това, галактиката показва слаб темп на звездообразуване.  Единствено ядрото на галактиката показва известна активност. Няколко свръхнови, избухнали в ядрото, са причинили междузвездни ветрове, допълнително изхвърлили вещество от галактиката в междузвездното пространство.